# Каарсильд
Каарсильд (эст. Kaarsild, в переводе ― «арочный мост») ― пешеходный мост в Тарту (Эстония). Он соединяет центр города и район Юлейыэ.

## История
Мост был построен в 1957—1959 годах на месте разрушенного во время Второй мировой войны Каменного моста. Сооружение спроектировал инженер Пеэтер Вареп (1914–1984).
В 2017 году мост был отремонтирован и оснащён системой освещения. На проведение этих работ ушло 779 967 евро.

## Описание
В центре моста расположена большая железобетонная арка, которая имеет длину 57,4 метра, ширину 1,08 метра и высоту 8,72 метра. По бокам арки есть два пешеходных тротуара шириной 3,15 метра каждый.
В 2018 году почта Эстонии выпустила марку с изображением Каарсильда.

## Галерея

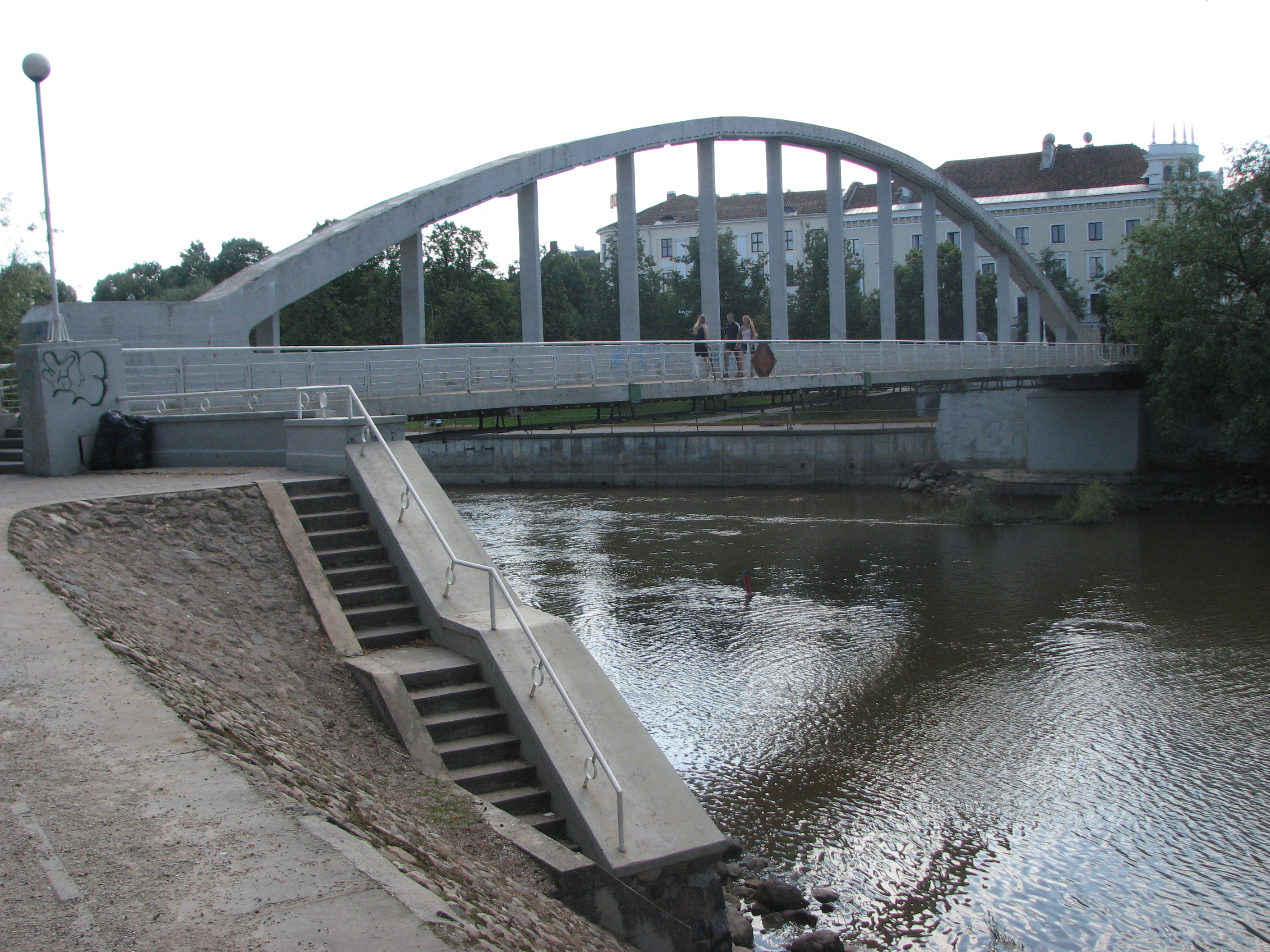
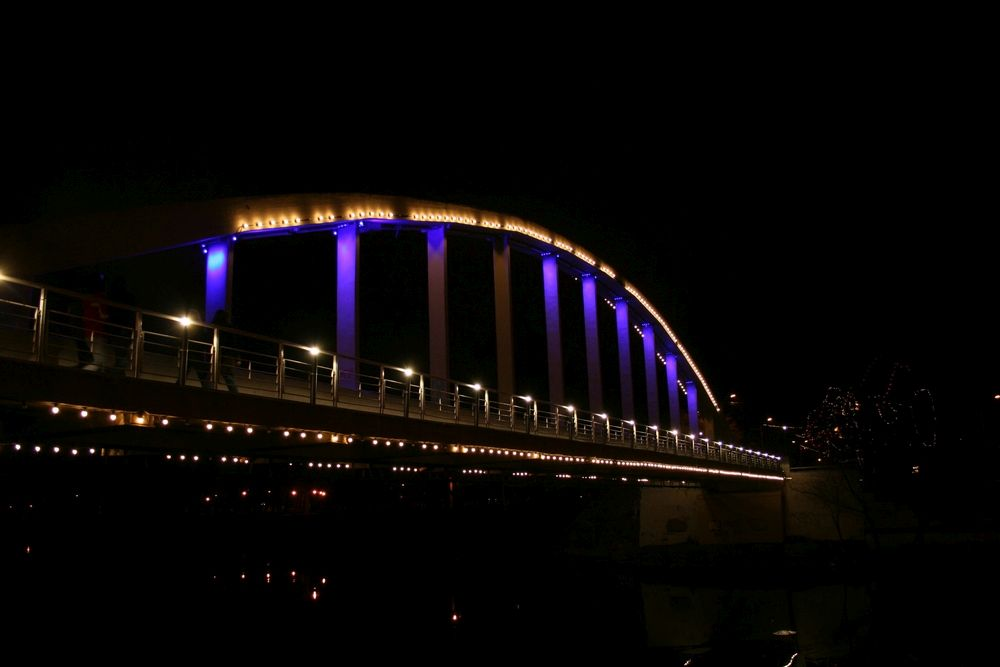